# Parajas (lugar)
Parajas (en eonaviego, Paraxes) es un lugar perteneciente a la parroquia de Parajas, en el concejo de Allande, comarca del Narcea, Principado de Asturias, España.